# Bronhoscop

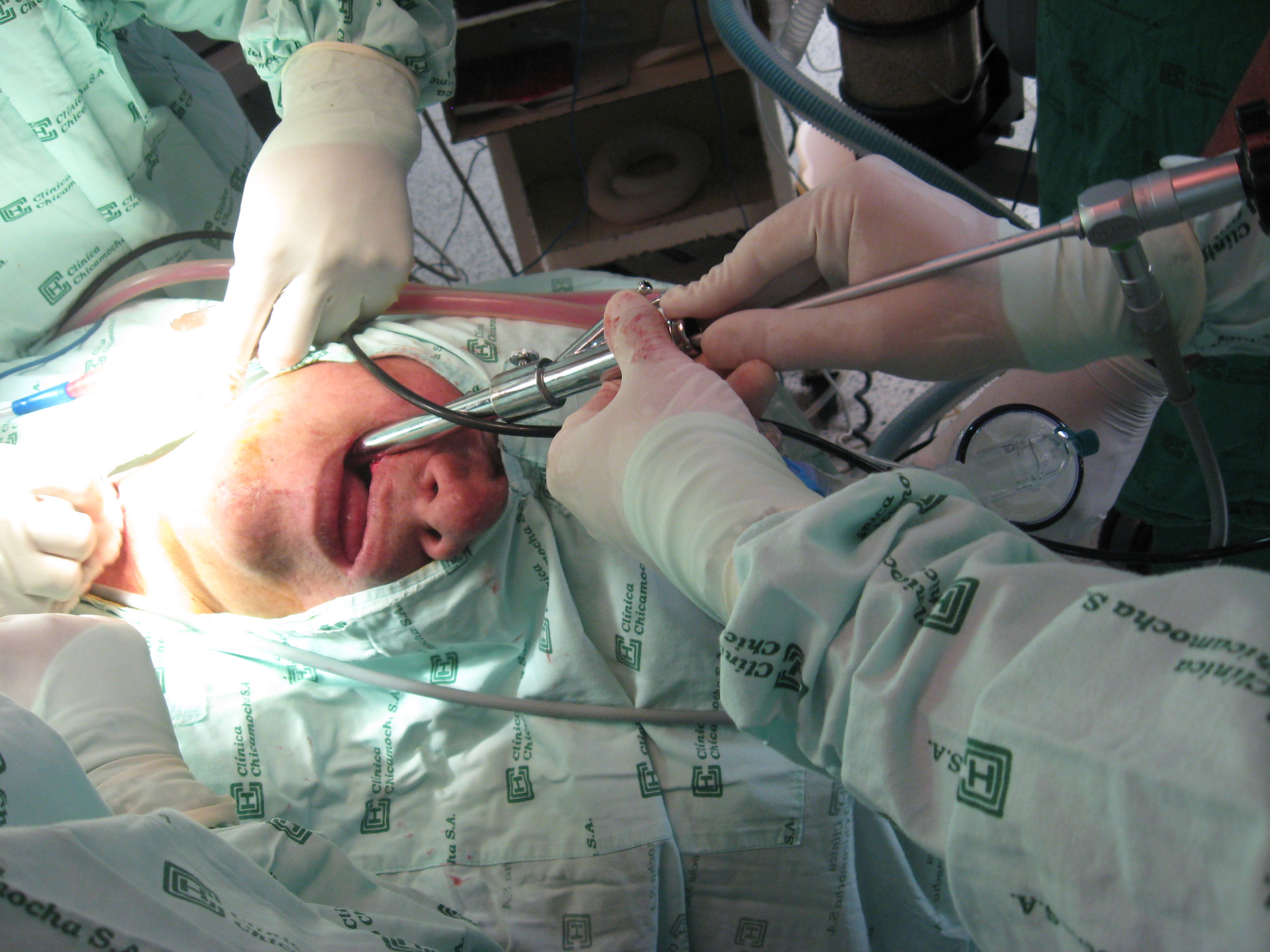
Bronhoscopul rigid

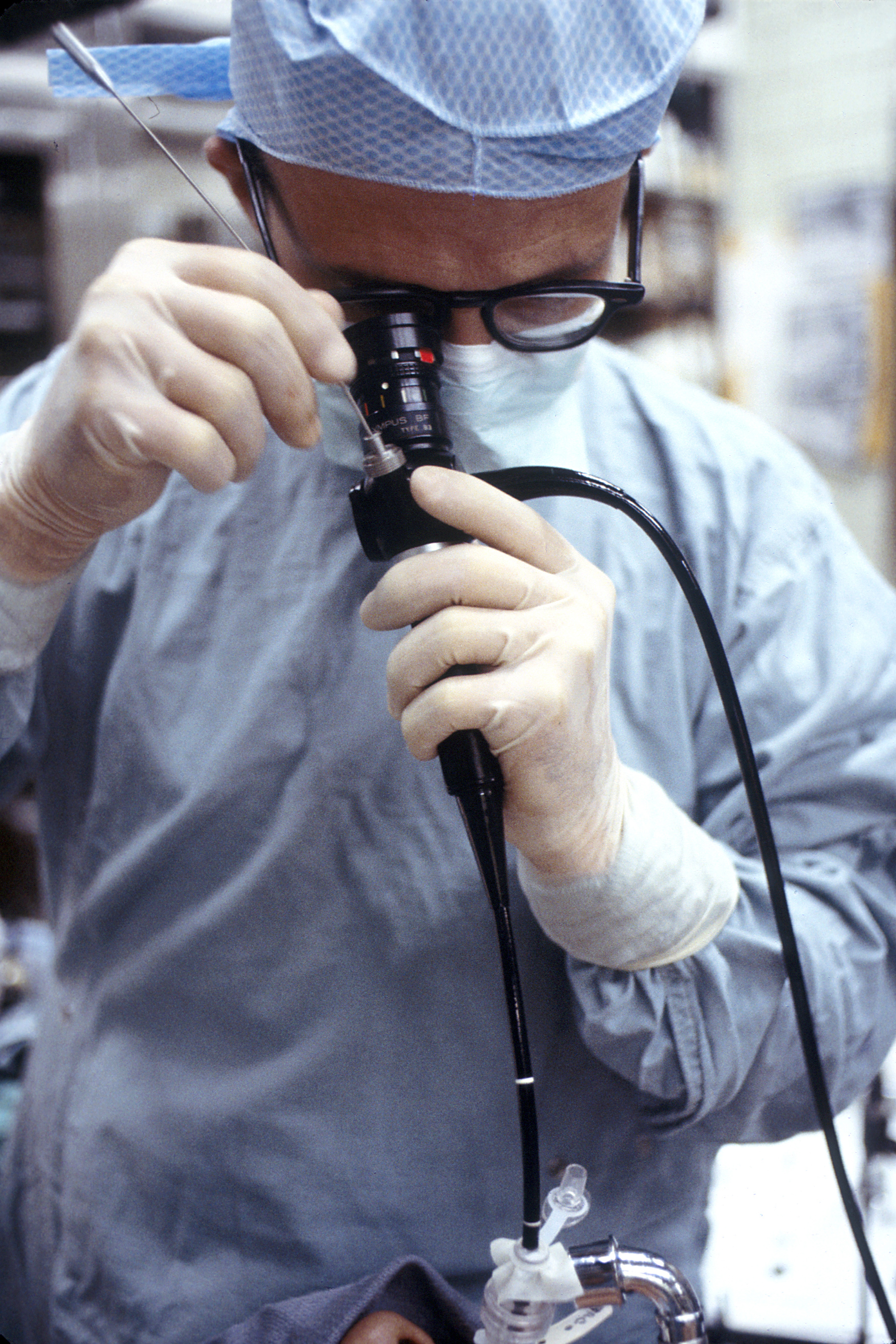
Bronhoscopul flexibil

Bronhoscopul este un instrument medical endoscopic pentru vizualizarea interiorului arborelui traheobronșic (bronhoscopiei) folosit în scopul efectuării unui diagnostic endobronșic și a unor manevre terapeutice, cum ar fi prelevarea de specimene pentru cultură și biopsie, lavajul arborelui traheobronșic și extragerea corpurilor străine. Există două tipuri de bronhoscoape: flexibil și rigide. Bronhoscopul flexibil (bronhofibroscopul, fibrobronhoscopul) este un endoscop flexibil din fibre optice cu care pot fi inspectate chiar și bronhiile inaccesibile. Bronhoscopul rigid, folosit în trecut era atașat unui tub rigid metalic. 